# Ensemble de bâtiments : tribunal, assemblée municipale et poste à Petrovac na Mlavi
L'ensemble de bâtiments : tribunal, assemblée municipale et poste à Petrovac na Mlavi (en serbe cyrillique : Комплекс зграда: суд, скупштина општине и пошта у Петровцу на Млави ; en serbe latin : Kompleks zgrada: sud, skupština opštine i pošta u Petrovcu na Mlavi) se trouve à Petrovac na Mlavi, dans le district de Braničevo, en Serbie. Il est inscrit sur la liste des monuments culturels protégés de la République de Serbie (identifiant no SK 617).